# Futboll Klub Partizani 2006-2007
Questa voce raccoglie le informazioni riguardanti il Futboll Klub Partizani nelle competizioni ufficiali della stagione 2006-2007.

## Rosa
| N. |                    | Ruolo | Calciatore        |
| -- | ------------------ | ----- | ----------------- |
|    | Albania (bandiera) | P     | Edvan Bakaj       |
|    | Albania (bandiera) | P     | Orges Shehi       |
|    | Albania (bandiera) | D     | Ardit Beqiri      |
|    | Albania (bandiera) | D     | Shkëlzen Kelmendi |
|    | Albania (bandiera) | D     | Luan Pinari       |
|    | Albania (bandiera) | D     | Fatjon Tafaj      |
|    | Albania (bandiera) | D     | Rrahman Hallaçi   |
|    | Albania (bandiera) | D     | Henri Ndreka      |
|    | Albania (bandiera) | C     | Dritan Babamusta  |
|    | Albania (bandiera) | C     | Sokol Bulku       |

| N. |                    | Ruolo | Calciatore      |
| -- | ------------------ | ----- | --------------- |
|    | Albania (bandiera) | C     | Viktor Gjyla    |
|    | Albania (bandiera) | C     | Erando Karabeçi |
|    | Albania (bandiera) | C     | Artan Karapiçi  |
|    | Albania (bandiera) | C     | Gjergj Muzaka   |
|    | Albania (bandiera) | C     | Paulin Dhëmbi   |
|    | Albania (bandiera) | C     | Gerhard Progni  |
|    | Albania (bandiera) | C     | Elis Bakaj      |
|    | Albania (bandiera) | C     | Arijan Berisha  |
|    | Albania (bandiera) | A     | Arbër Abilaliaj |
|    | Albania (bandiera) | A     | Enco Malindi    |